# Kim Dae-eun
Kim Dae-Eun (koreanska: 김 대은), född den 17 september 1984 i Seoul, Sydkorea, är en sydkoreansk gymnast.
Han tog OS-silver i mångkamp i samband med de olympiska gymnastiktävlingarna 2004 i Aten.